# جیری آدامک
جیری آدامک (انگلیسی: Jiří Adamec؛ زادهٔ ۲۱ مارس ۱۹۸۲) بازیکن فوتبال اهل جمهوری چک است که در پست مهاجم بازی می‌کند. او بین سال‌های ۲۰۰۰ تا ۲۰۰۸ بیش از ۹۰ بازی در لیگ دسته اول انجام داد.
وی در تیم ملی فوتبال زیر ۲۱ سال جمهوری چک بازی کرده است.